# Герсен
Герсен (англ. Gairsain, хинди गैरसैण) — населённый пункт в индийском штате Уттаракханд. Из-за своего центрального положения на границе регионов Гархвал и Кумаон, Герсен с 1994 года претендует на получения статуса столицы штата. Временной столицей штата с момента его образования в 2000 году является город Дехрадун.